# Éric Adam
Éric Adam, född 1966, är en fransk författare av tecknade serier.
Adam inledde sin seriekarriär i mitten av 1990-talet, då han tillsammans med Xavier Fauche skrev manus till flera kända fransk-belgiska tecknade serier: tre seriealbum med Marsupilami (Rififi en Palombie från 1996, på svenska som "Djungelns diamanter", samt de på svenska inte utgivna Houba banana från 1997 och Trafic à Jollywood från 1998), ett med Lucky Luke (O.K. Corral från 1997, på svenska som "Striden vid O.K. Corral"), och ett med Ratata (Le Chameau från 1997, på svenska som "Ratata och kamelen").
Sedan millennieskiftet har Adam framför allt varit verksam på vuxenserieförlagen Vents d'Ouest och Glénat. Under åren 2002–2006 skrev han samurai-serien Les Contes du Septième Souffle i fyra delar. Bland hans senare verk märks bland andra äventyrsserien Nil (skapad 2007), detektivserien Sherlock (skapad 2008), thrillerserien Les Carrés (skapad 2008), D'Artagnan (skapad 2008) baserad på De tre musketörerna, och science fiction-serien Neige Fondation (skapad 2010).